# Diedowiczi
Diedowiczi (ros. Дедовичи) – osiedle typu miejskiego w zachodniej Rosji, centrum administracyjne wołostu Pożeriewickaja (osiedle wiejskie) rejonu diedowiczskiego w obwodzie pskowskim. Jednocześnie miejscowość stanowi jednostkę administracyjną rejonu (osiedle miejskie).

## Geografia
Miejscowość położona jest nad rzeką Szełoń, u zbiegu dróg regionalnych: 58K-106 (Dubrowka – Diedowiczi), 58K-111 (Kriwiec – Diedowiczi), 58K-105 (Diedowiczi – Dno), 101 km od stolicy obwodu (Psków).
W granicach miejscowości znajdują się ulice: Bazarnaja, Bieriegowaja, zaułek Bodryj, Bundziena, Charczenko, zaułek Chwojnyj, Cwietocznaja, zaułek Dietskij, Dorożnaja, Eniergietikow, Intiernacionalnaja, Iwana Michajłowa, Iwana Pietrowa, Iwana Wasiljewa, Jakowlewa, zaułek Jasnyj, Jegorowa, Jesienina, J. Iwanowa, Jubilejnaja, zaułek Junosti, Jużnaja, strefa Jużnaja, K. Wasiljewa, Kommunarow, Komsomolskaja, zaułek Korotkij, Kosmonawtow, zaułek Lesnoj, Lichaczewskaja, Ł. Golikowa, Ługowaja, Mielioratorow, Mirnaja, zaułek Mołodiożnyj, Nabierieżnaja, Niewskogo, Nowaja, Nowgorodskaja, Oktiabrskaja, Parkowaja, Partizanskaja, Pierwomajskaja, Piesocznaja, Pionierskaja, Płoszczadź Sowietow, Polewaja, Promkombinata, terytorium Prompłoszczadka Pskowskoj GRES, zaułek Prużkowskij, Pskowskaja GRES, Raboczaja, zaułek Radużnyj, Rielsowaja, Sadowaja, Siergieja Bakulina, zaułek Składskoj, Sowchoznaja, zaułek Sowietskij, zaułek Studienczeskij, zaułek Swietłyj, Szkolnaja, zaułek Tichij, Uralskaja, zaułek Uzkij, Wiaczesława Mielnika, Wiesiennaja, zaułek Wiesiołyj, Winogradowa, zaułek Wokzalnyj, Wołogodskaja, Wostocznaja, Wysokaja, zaułek Zadorożnyj, dzielnica Zapadnyj, Zawodskaja, Zielonaja, Zierkalnaja, zaułek Zwiezdnyj, zaułek Żeleznodorożnyj.

## Historia
Miejscowość założona została 11 września 1901 roku podczas budowy linii kolejowej. Nazwa pochodzi od nazw najbliższych wsi (Bolszoj Diedowiec i Małyj Diedowiec). Status osiedla typu miejskiego Diedowiczi zyskało w roku 1967.

## Demografia
W 2020 r. miejscowość liczyła sobie 7076 mieszkańców.